# Гордиевская, Валентина Ипатьевна
Валентина Ипатьевна Гордиевская (род. 15 сентября 1948 года, Минск) — советская гандболистка (вратарь), тренер и преподаватель. Бронзовый призёр чемпионата мира 1973 года. Мастер спорта СССР международного класса (1973). Заслуженный тренер России (1999).

## Биография
Валентина Ипатьевна Гордиевская родилась 15 сентября 1948 года в Минске. Выступала за свердловский «Калининец». В 1971 году получила звание мастера спорта СССР, в 1973 году — мастер спорта СССР международного класса.
В 1973 году в составе сборной СССР стала бронзовым призёром чемпионата мира. В 1975 году в составе сборной команды РСФСР под руководством Тамары Александровны Морозовой стала серебряным призёром Спартакиады народов СССР. С 1973 по 1976 год сыграла 21 матч за сборную СССР.
В 1974 году окончила Свердловский государственный педагогический институт по специальности «преподаватель физического воспитания».
После завершения спортивной карьеры Валентина Ипатьевна перешла на тренерско-преподавательскую работу. Многие годы работает доцентом кафедры игровых видов спорта института физкультуры Уральского федерального университета.
Внесена в Книгу Почёта Свердловского областного совета ДСО «Буревестник».
Наиболее высоких результатов среди её воспитанников добилась Светлана Богданова, ставшая бронзовым призёром Олимпийских игр 1992 года и двукратной чемпионкой мира (1990, 2001).

## Награды и звания
- Мастер спорта СССР международного класса (1973).
- Заслуженный тренер России (1999).